# !Kung
!Kung (!X? ili !Kh? = ljudi) je naziv za bušmansko pleme u pustinji Kalahari u sjeverozapadnoj Bocvani, na jugoistoku Angole u provinciji Cuando-Cubango i sjeveroistoku Namibije. Ovo područje nastanjuju tisućama godina, živeći miroljubivo od lova i sakupljanja, a to pokazuju i razlike između njihovog jezika i jezika kojim govore ostala San plemena. Danas !Kunga ima oko 50,000, od kojih barem 1/3 nastavlja živjeti tradicionalnim načinom života. 
Okolni crnci (došlli možda oko 1000. iza Krista), pod utjecajem bijelaca počeli su otimati pripadnike ovog naroda, vodeći ih na rad na svoje farme u Bocvani. 
!Kung Bušmani dijele se na 3 etničke grupe, to su: 
- Središnji Kung (Central !Kung) nastanjeni u Bocvani i Namibiji,
- Sjeverni Kungi (Northen !Kung),
- Južni Kungi ili Au//eisi (Southern !Kung).

Jedina grupa koja sebe aktualno zove !Kung su Sjeverni Kungi. Ostale grupe nazivaju sami sebe drugim plemenskim imenima. 
!Kung Bušmani su kao i ostale bušmanske grupe niska rasta, crvenkasto-žučkaste kože i kose oblika zrna papra (peppercorn). Navodno sami sebe nazivaju prostodušnim/bezopasnim/narodom, odnosno zhu twa si, kako ih naziva ne-bušmanska populacija, a koja znači životinje bez kopita.
Jezik !Kung, ima isto ime kao i narod !Kung, pripada takozvanim 'klik-jezicima'. Glas '!', kakav se nalazi na početku njihovog imena jedan je od takvih glasova, ima ih nekoliko (//, !, /) a dobivaju se pucketanjem jezika. !Kung Bušmani govore nekoliko jezika, a to su: Akhoe, Kung-Ekoka, Kung-Gobabis, Kung-Tsumkwe i Oung, a navodi ih čuveni SIL (Summer Institute of Linguistics). 
!Kung Bušmani, kao i ostali Bušmani, žive po malenim nomadskim grupama koje žive od lova i sakupljanja. Luk i strijela njihovo je glavno oružje. Lovci kad odu u lov znaju se ne vratiti po nekoliko dana, jer moraju pratiti životinju i po nekoliko danas dok ne ugine, najuobičajenija lovina je antilopa. Sakupljaju također razno korijenje, sjemenke, orahe i drugo. Treba napomenuti da je područje koje nastanjuju grupe  !Kung Bušmana najšumovitija bušmanska zemlja. Nastambe su im obični štitnici od šiblja, trave i drugog, stalnog naselja nemaju. Agrikulture također nemaju a, životinje ne uzgajaju. Muška cirkumcizija je bila prisutna kao inicijacija u društvo odraslih, ali je već dugo ne prakticiraju, istovremeno inicijacije za djevojke još postoje među pripadnicima plemena Zhu/oasi, ali oni ženske cirkumcizije nemaju. !Kungi ni drugi Bušmani nemaju nikakvih ratničkih obuka i oni su generalno pacifisti.

## Vanjske poveznice
- Glazba Kung Bušmana na 'muzičkom luku' (poslušaj);
- The !Kung of the Kalahari Desert  Arhivirana inačica izvorne stranice od 4. prosinca 2005. (Wayback Machine)